# Bergsrörbock
Bergsrörbock (Redunca fulvorufula) är en art i släktet rörbockar som förekommer i Afrika.

## Utseende
Arten når en kroppslängd (huvud och bål) av 100 till 136 cm och en svanslängd av 18 till 20 cm. Honor är med en vikt av 35 till 45 kg lättare än hannar som väger 43 till 65 kg. Bergsrörbockens mankhöjden ligger mellan 65 och 89 cm.
Hannar bär korta horn som är böjda framåt. Underarten R. f. chanleri har de längsta hornen som är 14 till 35 cm långa. Hos R. f. fulvorufula är hornens längd 18 till 20 cm och R. f. adamauae har cirka 13 cm långa horn.
Djurets päls är på ovansidan gråbrun och på buken vitaktig. Vid huvudet och nacken finns en gul skugga. Vid fara höjer bergsrörbocken den yviga svansen så att den vita undersidan blir synlig.
En körtel under öronen och bakom ögonen är markerad med en svart fläck.

## Ekologi
Habitatet utgörs av bergstrakter eller kuperade områden med gräs och några buskar. Djuret finns alltid i närheten av vattenansamlingar. Utbredningsområdet ligger 1500 till 5000 meter över havet.
Bergsrörbockar äter gräs och kan vara aktiva på natten eller på dagen, men vilar under dagens hetaste timmar.
Hannar har ett revir som de hela året försvarar mot artfränder av samma kön. I reviret lever grupper av 2 till 8 honor (sällan upp till 12) samt deras ungar. Hannar utan revir lever ensamma eller i grupper med andra hannar (ungkarlsflockar).
I områden med kalla vintrar sker fortplantningen bara mellan våren och hösten. Honan är ungefär åtta månader dräktig och föder en unge per kull. Efter födelsen stannar ungen två till tre månader i ett gömställe bland buskarna och den diar sin mor uppskattningsvis en månad. Allmänt infaller könsmognaden för honor efter 18 till 24 månader och för hannar efter cirka 27 månader.

## Underarter och utbredning
Artens utbredningsområde är mycket sönderdelat. Det består av tre huvudregioner med var sin underart:
- R. f. fulvorufula finns i Sydafrika, Botswana och Moçambique.
- R. f. chanleri lever i Uganda, Tanzania, Kenya och Sudan.
- R. f. adamauae förekommer i Kamerun och Nigeria.

Den sistnämnda underarten, som bara lever i höglandet av Adamaoua, listas av IUCN som starkt hotad (endangered).